# Павловац (Врање)
Павловац је насељено место града Врања у Пчињском округу. Према попису из 2022. било је 510 становника (према попису из 1991. било је 890 становника).

## Демографија
У насељу Павловац живи 608 пунолетних становника, а просечна старост становништва износи 33,1 година (32,1 код мушкараца и 34,3 код жена). У насељу има 218 домаћинстава, а просечан број чланова по домаћинству је 4,03.
Становништво у овом насељу веома је нехомогено.
|  |

| Демографија | Демографија | Демографија |
| Година      | Становника  | Становника  |
| ----------- | ----------- | ----------- |
| 1948.       | 568         |             |
| 1953.       | 640         |             |
| 1961.       | 682         |             |
| 1971.       | 716         |             |
| 1981.       | 771         |             |
| 1991.       | 890         | 885         |
| 2002.       | 878         | 891         |

| Етнички састав према попису из 2002.‍ | Етнички састав према попису из 2002.‍ | Етнички састав према попису из 2002.‍ | Етнички састав према попису из 2002.‍ | Етнички састав према попису из 2002.‍ |
| ------------------------------------ | ------------------------------------ | ------------------------------------ | ------------------------------------ | ------------------------------------ |
|                                      |                                      |                                      |                                      |                                      |
| Срби                                 | Срби                                 |                                      | 497                                  | 56,60%                               |
| Роми                                 | Роми                                 |                                      | 380                                  | 43,28%                               |
| Македонци                            | Македонци                            |                                      | 1                                    | 0,11%                                |
| непознато                            | непознато                            |                                      | 0                                    | 0,0%                                 |

| Година пописа     | 1948. | 1953. | 1961. | 1971. | 1981. | 1991. | 2002. |
| ----------------- | ----- | ----- | ----- | ----- | ----- | ----- | ----- |
| Број домаћинстава | 96    | 105   | 120   | 132   | 167   | 192   | 218   |

| Број чланова      | 1  | 2  | 3  | 4  | 5  | 6  | 7  | 8 | 9 | 10 и више | Просек |
| ----------------- | -- | -- | -- | -- | -- | -- | -- | - | - | --------- | ------ |
| Број домаћинстава | 14 | 39 | 30 | 45 | 42 | 33 | 13 | 1 | 1 | 0         | 4,03   |

| Пол    | Укупно | Неожењен/Неудата | Ожењен/Удата | Удовац/Удовица | Разведен/Разведена | Непознато |
| ------ | ------ | ---------------- | ------------ | -------------- | ------------------ | --------- |
| Мушки  | 326    | 67               | 237          | 20             | 2                  | 0         |
| Женски | 321    | 36               | 235          | 43             | 6                  | 1         |
| УКУПНО | 647    | 103              | 472          | 63             | 8                  | 1         |

| Пол    | Укупно                    | Пољопривреда, лов и шумарство | Рибарство                            | Вађење руде и камена | Прерађивачка индустрија       |
| ------ | ------------------------- | ----------------------------- | ------------------------------------ | -------------------- | ----------------------------- |
| Мушки  | 211                       | 47                            | 0                                    | 2                    | 56                            |
| Женски | 91                        | 25                            | 0                                    | 0                    | 51                            |
| УКУПНО | 302                       | 72                            | 0                                    | 2                    | 107                           |
| Пол    | Производња и снабдевање   | Грађевинарство                | Трговина                             | Хотели и ресторани   | Саобраћај, складиштење и везе |
| Мушки  | 0                         | 1                             | 5                                    | 3                    | 11                            |
| Женски | 0                         | 0                             | 5                                    | 1                    | 1                             |
| УКУПНО | 0                         | 1                             | 10                                   | 4                    | 12                            |
| Пол    | Финансијско посредовање   | Некретнине                    | Државна управа и одбрана             | Образовање           | Здравствени и социјални рад   |
| Мушки  | 0                         | 3                             | 2                                    | 1                    | 6                             |
| Женски | 0                         | 0                             | 0                                    | 2                    | 6                             |
| УКУПНО | 0                         | 3                             | 2                                    | 3                    | 12                            |
| Пол    | Остале услужне активности | Приватна домаћинства          | Екстериторијалне организације и тела | Непознато            | Непознато                     |
| Мушки  | 28                        | 0                             | 0                                    | 46                   | 46                            |
| Женски | 0                         | 0                             | 0                                    | 0                    | 0                             |
| УКУПНО | 28                        | 0                             | 0                                    | 46                   | 46                            |